# Stella al merito della scuola
La stella al merito della scuola è una decorazione istituita dal Governo italiano con la legge n. 975 del 1939, modificata con la legge n. 844 del 1940, ed era destinata «a coloro che comunque si segnalino per l'opera particolarmente efficace svolta a favore della scuola».
Con la stessa legge furono istituite anche la benemerenza delle arti e quella della pubblica istruzione.
Con la legge n. 1093 del 1950 il riconoscimento è stato abolito.

## Conferimento
Il conferimento, in numero limitato ogni anno, avveniva con decreto reale, su proposta del ministro per l'educazione nazionale.
L'esame dei titoli delle persone proposte per il conferimento e la scelta di quelle ritenute meritevoli era effettuata da una commissione, nominata e presieduta dal Ministro per l'educazione nazionale e così costituita: 
- il sottosegretario di Stato per l'educazione nazionale, che la presiedeva in caso di assenza o di impedimento del Ministro[2];
- i direttori generali del Ministero;
- un rappresentante del Partito Nazionale Fascista;
- un rappresentante della Reale Accademia d'Italia;
- il vicepresidente del Consiglio nazionale dell'educazione, delle scienze e delle arti;
- i fiduciari nazionali delle sezioni dell'Associazione fascista della scuola;
- un rappresentante dell'Ente nazionale per l'insegnamento medio;
- un rappresentante del Sindacato nazionale fascista insegnanti privati;
- due membri scelti tra gli insigniti del diploma di benemerenza di prima classe dell'educazione nazionale e dell'istruzione popolare;
- aggiunti successivamente, due membri scelti tra gli insigniti del diploma di prima classe di benemerenza delle arti e i decorati della stella d'oro al merito della scuola.

Il regolamento per il conferimento fu approvato con regio decreto del 1940

## Insegne
consiste in una stella a cinque raggi, del diametro di 35 millimetri, caricata nel centro di uno scudo smaltato in azzurro, recante:
sul rectoil Fascio Littorio in oro, argento o bronzo, posto in palo;
sul versola leggenda «Al merito della scuola».
La stella si portava appesa ad un nastro di seta lilla, tramezzato da una doga bianca.
Con l'articolo 10 della legge istitutiva l'oro della relativa stella è stato sostituito con altro metallo dorato.